# コンプリートストリート

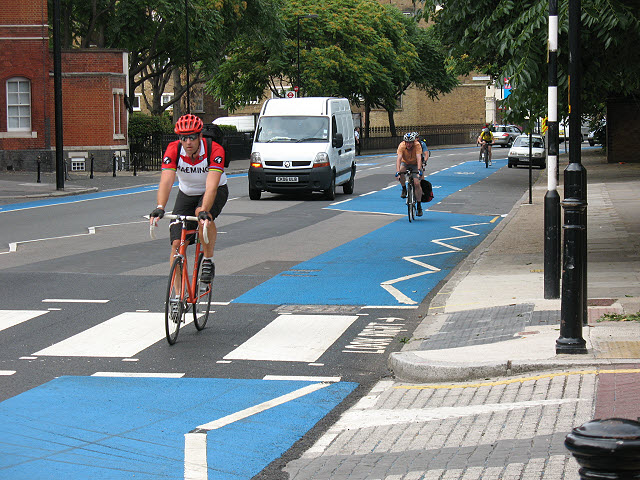
イギリスのロンドンで、横断歩道を横切る自転車レーンを走行する自転車

コンプリートストリート（Complete streets）とは、交通政策および設計アプローチであり、年齢・能力・交通手段に関わらず、安全・便利かつ快適な移動・アクセスができるよう、道路を計画・設計・運営・維持管理することを義務付けている。コンプリートストリートでは、歩行者・自転車・自動車の運転者、公共交通機関の利用者、貨物の配達者が安全に移動できる。
この用語は、米国とカナダの交通擁護者・都市計画者・交通/高速道路技術者・公衆衛生専門家・地域住民によって頻繁に使用されている。「コンプリートストリート」は、安全性・健康・経済・環境面での向上をもたらすものとして推進されている。「コンプリートストリート」は、自動車だけでなく、すべての利用者にとって安全なアクセスが重要であると強調している。
関連する概念には、コミュニティ道路、ボンエルフ、ホームゾーン などがある。

## 歴史

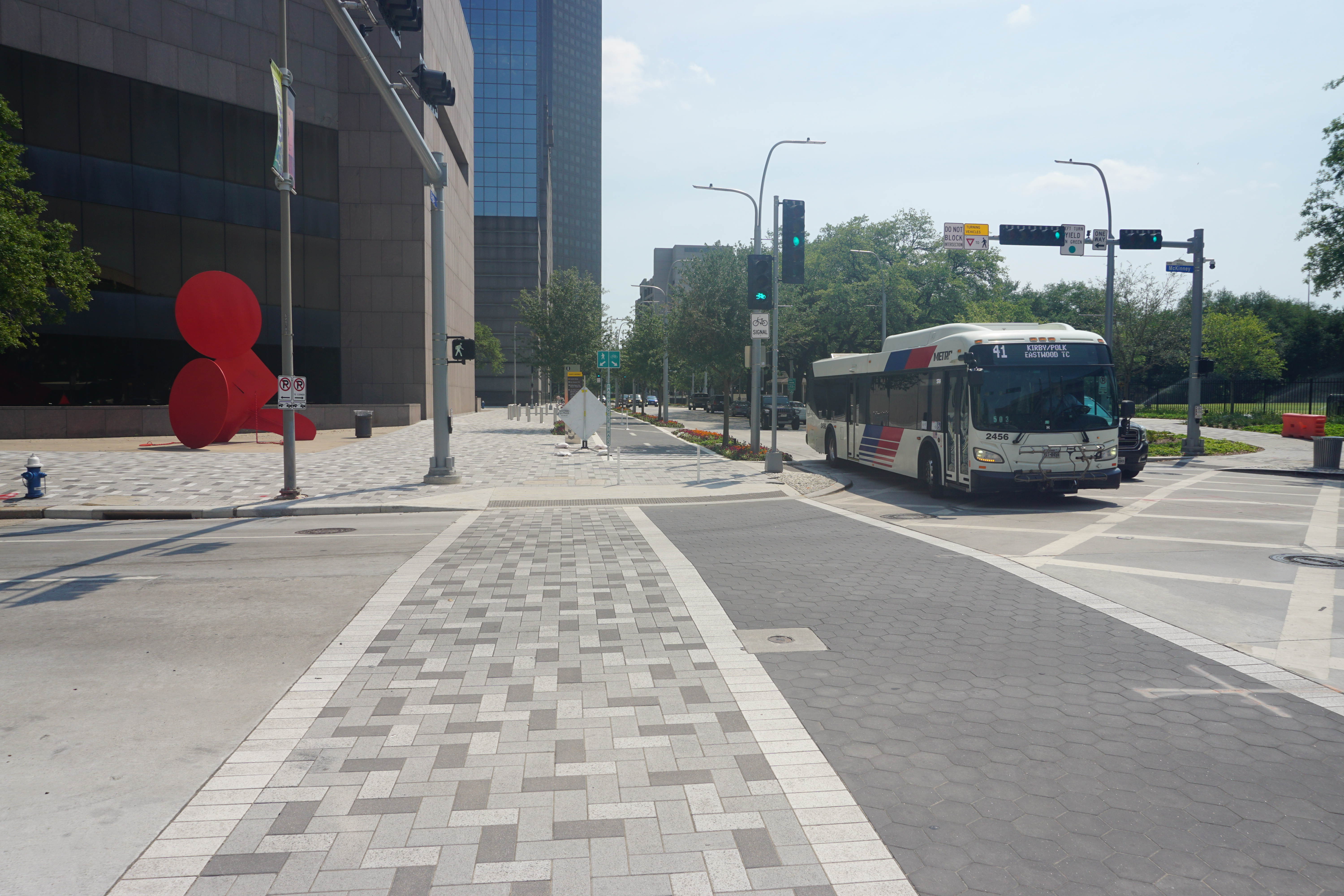
ヒューストンの横断歩道、自転車ゾーンとHouston Metroバス(2022年)

第二次世界大戦後、アメリカ合衆国の地域社会の多くは、自動車アクセスを容易・迅速にすることを目指し設計された。農村部や郊外の地域社会では、交通手段がほぼ自動車のみであり、公共交通機関があり徒歩や自転車で安全に移動できても、自動車が交通、インフラ、土地利用政策の中心となっている自動車依存に陥り、歩行者・自転車・公共交通機関などの他の交通手段は実用的ではない。
オレゴン州は1971年に米国初のコンプリートストリート類似の政策を制定し、新改築の道路は自転車と歩行者の通行権を義務付け、州と地方政府に公共道路上の歩行者・自転車施設に投資するよう求めた。 以来、16の州議会がコンプリートストリート法を採択した。
2003年、後に全米コンプリートストリート連合の事務局長バーバラ・マッキャンは、「ルーティン・アコモデーション（日常的な便宜）」に代わる用語の検討をした。「コンプリートストリート」という用語は、スマートグロース・アメリカの広報担当ディレクターであるデビッド・ゴールドバーグによって提案され、街路設計への包括的なアプローチと連合自体を指すために、擁護団体連合によって採用された。
全米コンプリートストリート連合は、 アメリカ都市計画協会、アメリカ・ランドスケープ協会(American Society of Landscape Architects)などの支援団体と業界団体の連合によって2005年に設立さた。現在、連合運営委員会のメンバーには、アメリカ公共交通協会、ブルークロス・ブルーシールド・ミネソタ、全米不動産協会、運輸技術者協会などが名を連ねている。
連邦道路整備法案は2008年と2009年に提案されたが、成立しなかった。
2010年に米国運輸省は政策声明を発表し、連邦援助の交通プロジェクトに自転車と歩行者の便宜を含める支持を宣言し、地域団体、公共交通機関、州および地方政府に同様の政策を採用するよう奨励した。
2013年初頭までに、アメリカ合衆国では27州、コロンビア特別区、プエルトリコ自治領を含む490以上の管轄区域が「コンプリート・ストリート」政策を採用した。これらの管轄区域には、政策を法律として施行する立法府で可決、または行政命令や内部方針による政策実施を選択したところもあった。さらに多くの管轄区域が、「コンプリートストリート」を支持する拘束力のない決議を可決したり、「コンプリートストリート」の原則を取り入れた交通計画を策定していた。
2019年と2021年には、マサチューセッツ州の同様の法律に基づいて、連邦のコンプリートストリート法が米国下院と上院に提出された。

## 設計要素

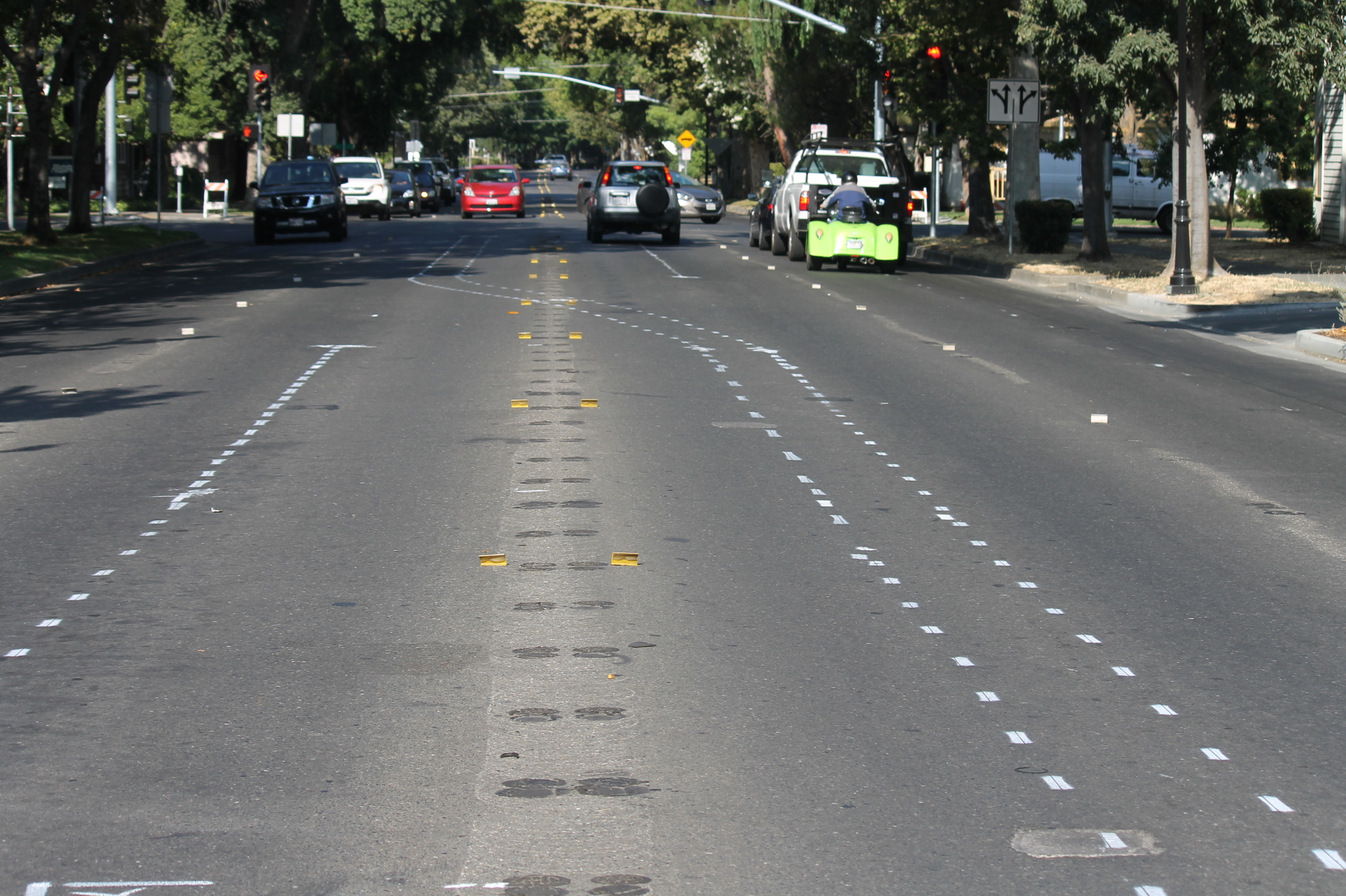
4車線が2車線、自転車レーン、左折レーンに変更された。

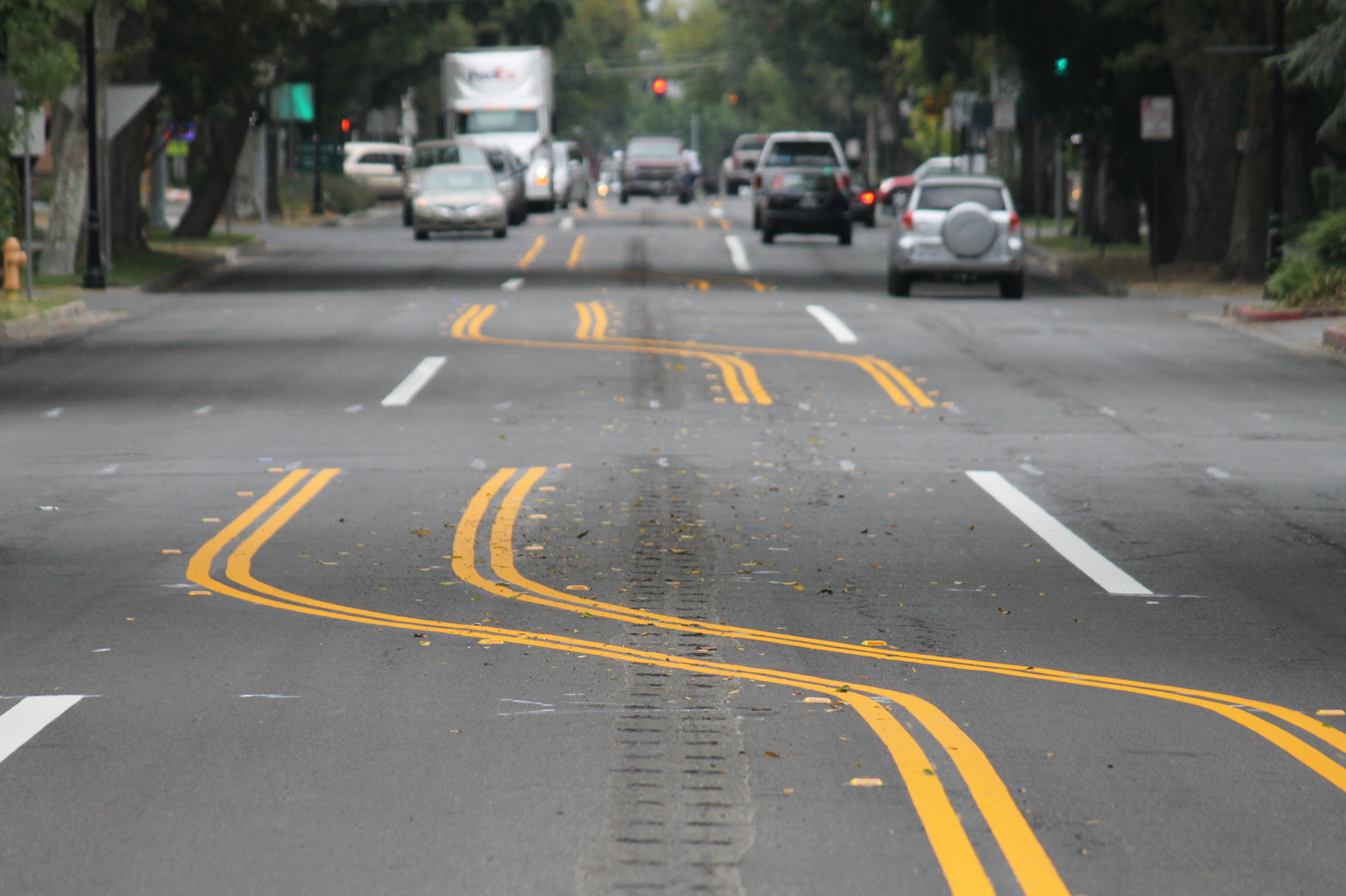
New road distribution in デイビス (カリフォルニア州)の新しい道路整備。歩行者と自転車利用者の安全性が向上した。

コンプリートストリートの具体的な設計要素は、状況やプロジェクトの目標によって異なるが、次のようなものが含まれる場合がある。
- 歩道、従来の横断歩道および歩道橋、中央分離帯の横断島、視覚障碍者のための音声案内、車椅子の人が届く押しボタン、縁石の切り込み（英語版）、縁石の延長（英語版）など、 1990 年の障害を持つアメリカ人法に準拠した施設などの歩行者用インフラストラクチャ。
- 交通静穏化、自動車の走行車線の端を定義する交通緩和策。これには、道路ダイエット（英語版）、交差点の採光（英語版）、中央分離帯、隅切り半径の短縮、右折車線の廃止、斜め正面向き駐車、街路樹、植栽帯、地被植物の植え込みなどが含まれる。
- 普通自転車専用通行帯、隣接緑道（英語版）、広幅舗装路肩（英語版）、駐輪場などの自転車のための設備[11]。 公共交通機関の設備としては、バス・ラピッド・トランジット、バス停留所、バス待合所、交通信号優先システム、専用バスレーンなどがある[12][13]。

このような要素は、次の例に示すように、米国全土のプロジェクトで効果的に使用されている： 
- フロリダ州オーランドでは、エッジウォーター・ドライブを4車線から3車線に減らし、自転車レーンと街路景観の美化を図るロード・ダイエットが実施されました。これにより、事故は35%減少し、自転車利用と歩行者利用はそれぞれ23%と30%増加した。また、この変更は経済発展を促進し、地域の居場所性（英語版）を高めたとされている[14]。
- シャーロット (ノースカロライナ州)では、イースト・ブールバードの再設計が3段階に分かれて行われ、4車線が3車線に変更され、車両の左折が改善された[15]。
- ニューヨーク市では、セレクトバスサービス（英語版）による交通改善策として、乗車時間を短縮するための車外運賃収受や専用バスレーンの設置などが行われた。その結果、バスの速度は20%向上し、バス利用者数は10%増加した。さらに、フォーダムロード地区の地元企業の小売売上高は71%増加し、これは地区全体の23%増を上回った。
- マリン郡 (カリフォルニア州)は、交通量の多いアラメダ・デル・プラド道路に自転車レーンを増設した。その結果、平日の自転車利用者は366%、週末の自転車利用者は540%増加した。

コンプリートストリート政策では通常、道路プロジェクトに対して3種類の例外が認められている。１）法律で非自動車交通が禁止されている高速道路やその他の道路、２）適応するコストが必要性や予想される使用に比べて不釣り合いな道路、３）必要性がないため適応が不要であると示されている道路である。

## 利点
「コンプリートストリート」政策の支持者は、安全性の向上、交通コストの削減、交通手段の選択肢の提供、歩行や自転車利用による健康増進、地域経済の活性化、地域感覚の創出、社会的交流の改善、そして隣接する不動産価値全般の向上につながると信じている。反対派は、自動車専用インフラの方が公的資金の有効活用法だと考えるかもしれないし、他の交通手段を奨励する取り組みは強制的だと考えるかもしれない。個々のプロジェクトや政策は、交通の流れや自動車のアクセスに関する懸念から、地域住民から反対されることがある。

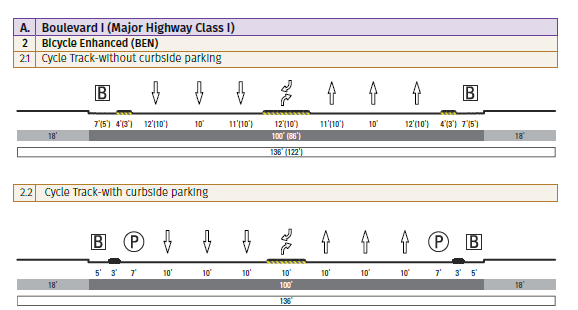
自転車の安全性を重視したロサンゼルスの道路整備ガイドを示す図

### 安全性
コンプリートストリート政策は安全性の向上を目的としており、様々な研究が完全な道路の原則がそのように機能していることを示唆している。連邦道路局の安全性調査では、歩行者を念頭に置いた道路設計（歩道、盛り上がった中央分離帯、右左折アクセス制御、バス停留所の配置の改善、照明の改善、交通静穏化対策、身体障碍者への配慮）はすべて、歩行者、自転車、自動車運転者の安全性を向上させることがわかった。歩行者の負傷率と死亡率は、歩道を追加すると88％、ハイブリッドビーコン信号を追加すると69％、中央分離帯を追加すると39％減少する。オレゴン大学は、25の完全な道路プロジェクトの前後研究を発表し、全国のプロジェクトで自動車の速度衝突が大幅に減少したことを発見した。

### 健康
様々な報告書や組織が、完全な道路政策は歩行や自転車利用を促進し、公衆衛生を改善できると示唆している。米国疾病予防管理センターは、肥満を防ぐ戦略として完全な道路政策の採用を推奨している。 全米州議会会議の報告書は、完全な道路政策を自転車利用と歩行を奨励する最も効果的な政策手段と名付けた。ある調査によると、自宅から10分以内に安全に散歩できる場所がある人の43％が身体活動レベルを満たしているのに対し、安全に散歩できる場所がない人は、わずか27％だった。全米医学アカデミーは、歩道、自転車道などフィジカルトレーニング場所の設置を奨励する条例を改正し、小児肥満を防止することを推奨している。 全米州議会会議の報告書によると、コンプリートストリート政策は自転車利用と歩行を奨励する最も効果的な政策手段である。公共交通機関を定期的に利用する人の3分の1以上が、1日の最低限の身体活動要件を満たしている。

### 経済
「コンプリートストリート」の支持者たちは、地域社会が安全で、魅力的になり、多くの交通手段の選択肢が提供されるようになれば、地域経済が繁栄し、土地の価値が上がると信じている。
「コンプリート・ストリート」の成功は、一部の地域で地域経済の活性化に役立っている。カリフォルニア州ランカスターの再活性化プロジェクトでは、50の新規事業と800人以上の新規雇用が創出された。2007年にニューヨーク市の地域で「コンプリートストリート」の再設計が行われた後、マンハッタン9番街の小売売上高は50%近く増加し、ユニオンスクエアの商業施設の空きスペースは50%近く減少した。
交通機関や自転車・歩行者向けのプロジェクトは、従来の道路関連プロジェクトよりも建設関連雇用を創出する。2009年のアメリカ復興・再投資法に基づいて資金提供を受けたコンプリートストリート・プロジェクトは、道路補修や新規建設プロジェクトよりも雇用を創出した。この景気刺激策の下、交通機関向けプロジェクトは、高速道路プロジェクトと比較して、10億ドルあたりの雇用創出時間がほぼ2倍であった。。歩行者・自転車向けプロジェクトは、高速道路プロジェクトよりも1.8～3.8倍多くの雇用を創出する。しかし、この雇用創出は、政府支出を必要とし、タダ飯でない。

### 環境
コンプリートストリートは環境にプラスの影響を与える。安全な歩行や自転車利用の選択肢により、自動車の運転者数を減らし、自動車の排出量削減につながる。
2009年の全米世帯旅行調査によると、大都市圏における全移動距離の39%は3マイル（約4.8キロメートル）以下、17%は1マイル（約1.6キロメートル）以下であった。ほとんどは排出ガスゼロの徒歩または自転車で移動でき、コンプリートストリートは安全に移動できるインフラを提供する。
コロラド州ボルダー市を含む、コンプリートストリート政策を強力に推進している地域では、排出量の削減が見られる。ここ数年、 ボルダー市では単独で運転する人が減り、自転車や公共交通機関の利用が増加した。その結果、同市は年間の二酸化炭素排出量を50万ポンド削減した。

### 政策上の利点
コンプリートストリートのインフラ要素に加え、政策の策定は、コミュニティの包摂性と教育機会の促進を奨励し、交通改善の設計と実施の背景に配慮したアプローチを確立する。
米国の州と準州で現在制定されているコンプリートストリート政策文書は計899件あり、うち2015年に地域で可決・制定された82件の政策は、包括的な要素で構成された政策格付け基準に基づいて、全米コンプリートストリート連合がスマートグロースアメリカと共同で分析した。。コミュニティへの繊細な働きかけと背景の理解が、政策判断に重視され効率と有効性をもたらすことを連合は発見した。
コンプリートストリートの実施は、交通プロジェクトの状況適合を確認するには補完的であり、政策の実施目標は、自治体に公開会議の開催、利害関係者とのコミュニケーションの維持、道路交通の使用分類を指示するなどの 状況に応じた解決策と整合している。 さらに、コンプリートストリートの原則に関する教育の機会を通じ、地域社会に社会的つながりを確立し、積極的な交通手段参加の促進・達成にも役立つ。
2003年、アクティブ・コミュニティ・パートナーシップ（PAC）は、カリフォルニア州サクラメント地域におけるコンプリートストリートの実現と交通施設の改善を目指し、多分野にわたる組織を結集する5カ年計画を策定した。この計画では、組織間の連携と包括的なコミュニケーション計画が推進され、設計が不十分なインフラではアクティブ・トランスポーテーションの安全性に問題が起きると意識が高まった。プロジェクトにおける教育機会は、地域住民や組織間の連携を強化するとともに、政策変更への影響力を発揮しながら交通問題の解決に取り組んだ。

#### 反論
批評家たちは、この道路再設計を指して「不完全な道路」という言葉を作り出し、標準化された道路の再設計は公共空間の歴史と社会的特徴を無視していると主張している。プロジェクトは、既存の空間的特徴を補完しない、標準化された耐久性の低い設計ツールを使用しているとして批判してきた。  
米国の交通技術者は、自転車と歩行者、そして自動車運転者を区別することに重点を置きすぎていると主張する人もいる。この主張は、どこで自転車を走らせても構わないと自動車と同じ車道を走り物議を醸している車両サイクリング支持者によって提起されている。

## 別項目
- en:Bicycle-friendly
- en:Cyclability
- en:Donald Appleyard
- en:Jaywalking
- en:Rails to Trails
- 共有空間
- スマートグロース
- 公共交通指向型開発
- en:Urban vitality
- 日常自転車（英語版）
- ウォーカビリティ